# Gia tộc Minamoto
Gia tộc Minamoto (源 / みなもと) là một dòng họ Hoàng tộc đặc biệt danh giá của người Nhật, được Thiên hoàng ban cho những người con và cháu thuộc Hoàng tộc không được kế vị ngai vàng, nhưng vẫn thuộc tầng lớp quý tộc cao cấp. Tục lệ này diễn ra từ thời kỳ Heian, chính xác là từ tháng 5 năm 814. Chỉ những hậu duệ của Thiên hoàng mới được mang họ Minamoto (源 / みなもと).
Dòng họ Minamoto là một trong bốn đại gia tộc hùng mạnh thống trị nền chính trị Nhật Bản dưới các thời kỳ Heian, Kamakura, Muromachi và Edo – ba gia tộc khác là Fujiwara, Taira và Tachibana.
Gia tộc Minamoto cũng được gọi với một tên khác là Genji (源氏(Nguyên thị)/ げんじ), sử dụng cách đọc âm Hán cho chữ Nguyên (源 / げん, có nghĩa là "Nguồn gốc") đọc là gen, và cho chữ thị (氏 / じ, có nghĩa là "Dòng dõi", "Gia tộc") đọc là ji. Các Thiên hoàng muốn hàm ý rằng "Nguyên thị" là gia tộc, dòng dõi có nguồn gốc trực tiếp từ "Vương thị" (王氏 / おうじ Ouji - tên gọi không chính thức của Hoàng tộc Nhật Bản) - tức gia tộc của Thiên hoàng, nhằm phân biệt Hoàng thân với thường dân. Theo Bộ Tư Pháp Nhật Bản, chỉ có một cách đọc duy nhất theo âm Nhật Kunyomi của chữ 源 đối với họ của người Nhật là Minamoto (源 / みなもと).
Hậu duệ của dòng họ Minamoto trong thời hiện đại vẫn còn tồn tại dù tương đối ít, cộng với một số các Shōgun, Daimyō và Samurai trước và trong thời Sengoku-jidai tuy có nguồn gốc từ các chi của gia tộc Minamoto nhưng đã đổi thành các họ và gia tộc khác nhau theo tên của vùng địa lý mà họ chiến đấu, chiếm lĩnh, sinh sống sau đó. Ví dụ, Minamoto Tsuna (953–1025), một trong những Samurai nổi tiếng nhất trong lịch sử Nhật Bản. Tsuna cũng là hậu duệ của gia tộc Minamoto thời Thiên hoàng Saga, đã đổi họ từ Minamoto sang Watanabe. Ông cũng là người đầu tiên lấy họ Watanabe và ngày nay Watanabe là họ phổ biến thứ 5 tại Nhật Bản, với hơn 1 triệu người. Vì vậy, hậu duệ gia tộc Minamoto ngày nay vẫn giữ những vị trí quan trọng trong nền chính trị, kinh tế, giáo dục, văn hóa và xã hội của nước Nhật hiện đại.
Gia tộc Taira cũng là một chi khác của Hoàng tộc.

## Lịch sử

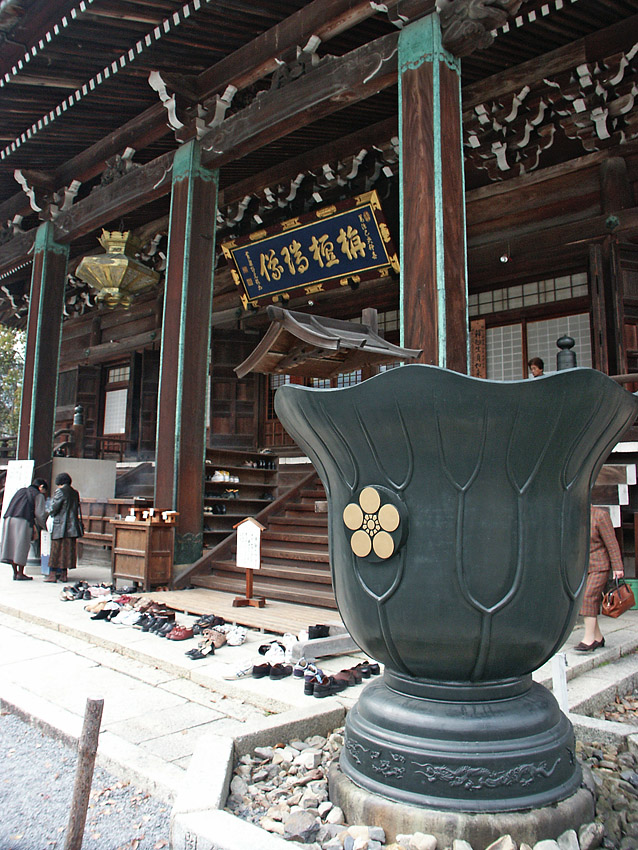
Seiryoji, một ngôi đền tại Kyōto, từng là dinh thự của Minamoto no Toru (d. 895), một thành viên nổi bật của nhà Minamoto hậu duệ Thiên hoàng Saga (hay Saga Genji).

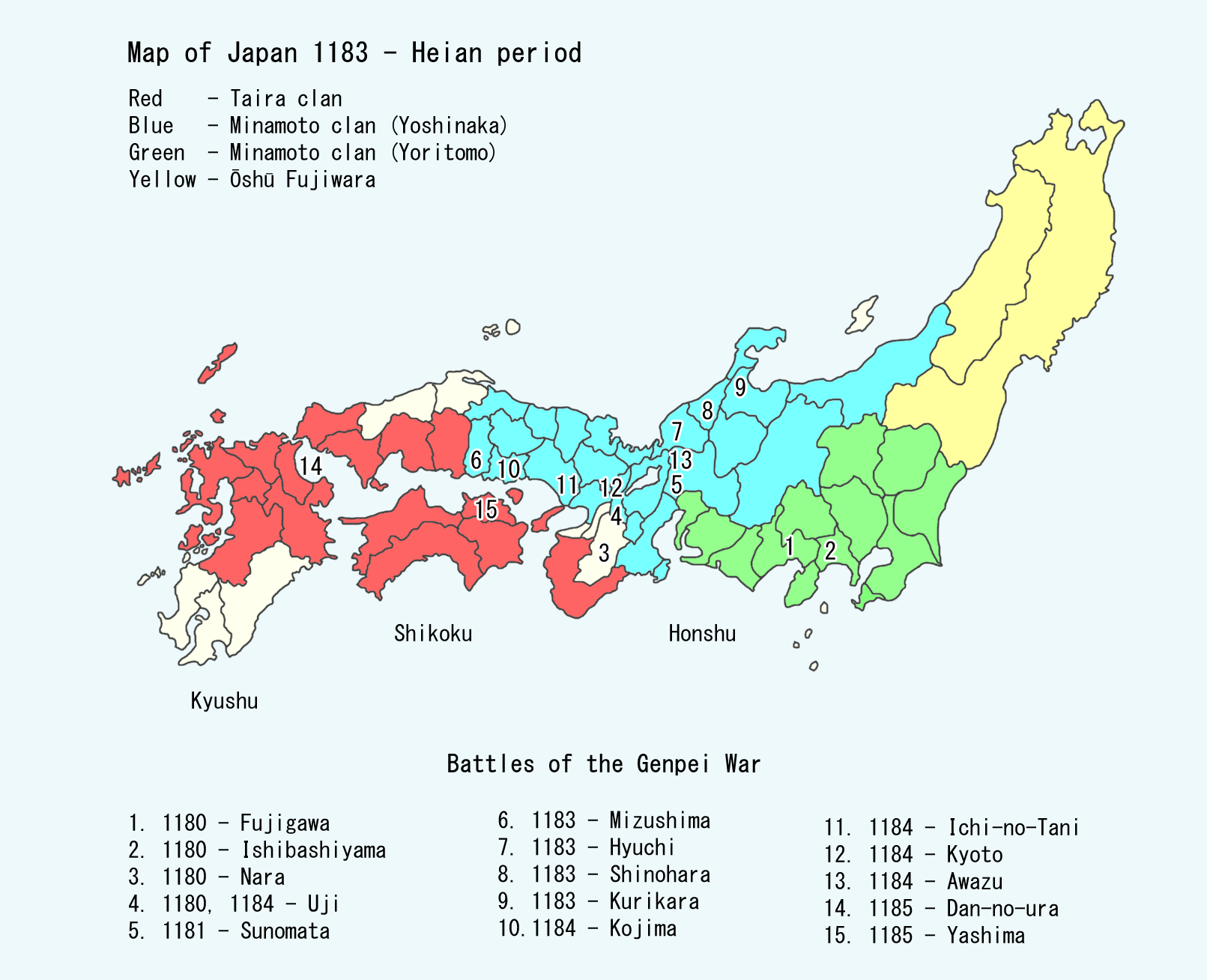
Tên miền của gia tộc Minamoto ở Nhật Bản (1183)

Thiên hoàng đầu tiên ban cái tên Minamoto cho con cháu của ngài là Thiên hoàng Saga. Sau đó, Thiên hoàng Go-Sanjō, Thiên hoàng Seiwa, Thiên hoàng Murakami, Thiên hoàng Uda, Thiên hoàng Daigo, và các Thiên hoàng khác cũng ban cho các con mình cái tên Minamoto. Những dòng hậu duệ từ các Thiên hoàng khác nhau phát triển thành các gia tộc riêng biệt, phân biệt bằng tên Thiên hoàng trước chữ Genji, ví dụ như "Go-Sanjō Genji" là dòng họ Mimanoto hậu duệ Thiên hoàng Go-Sanjō. Người đầu tiên được ban họ Minamoto là Minamoto no Makoto, con trai thứ 7 của Thiên hoàng Saga.
Tháng 5 năm 814, Thiên hoàng Saga (ở ngôi 809–823) ban thưởng kabane ("tính" – họ) Minamoto no Ason cho những người con trai không kế vị của ông. Bảy Thiên hoàng sau đó cũng ban họ Minamoto cho những người con không kế vị.

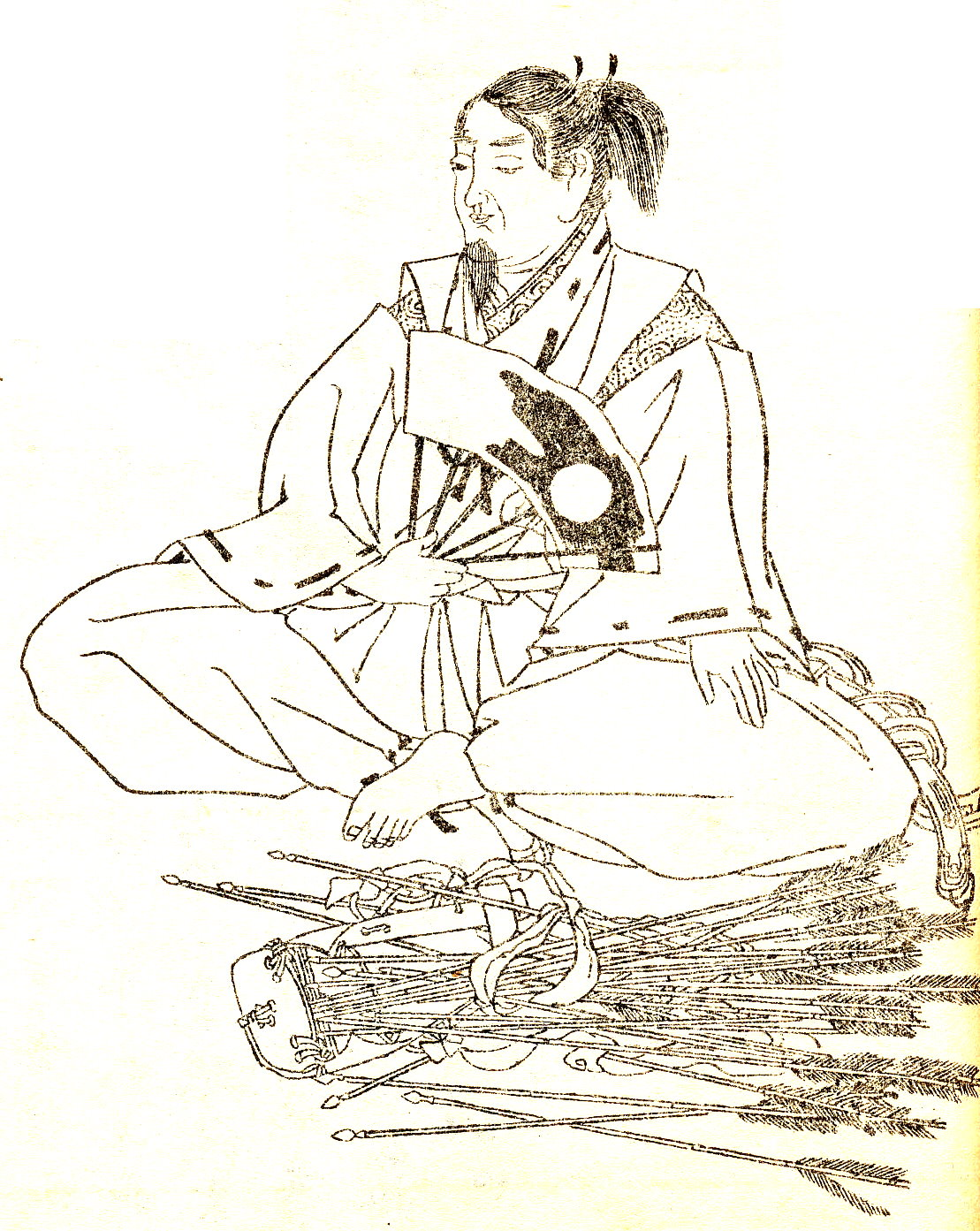
MINAMOTO no Tsunemoto (源 経基, 894–961) - một Samurai lừng danh thuộc dòng họ Minamoto chi Seiwa Genji

Gia đình nổi bật nhất trong số các gia đình Minamoto, là gia tộc Seiwa Genji, hậu duệ của Minamoto no Tsunemoto (917–961), cháu nội của Thiên hoàng thứ 56 - Thiên hoàng Seiwa. Tsunemoto đi đến nhiều tỉnh và trở thành người sáng lập ra một triều đại chiến binh lớn. Minamoto no Mitsunaka (912–997) liên minh với nhà Fujiwara. Sau đó, nhà Fujiwara thường kêu gọi nhà Minamoto đến vãn hồi trật tự tại kinh đô, Heian-kyō (Kyoto ngày nay).:240–241

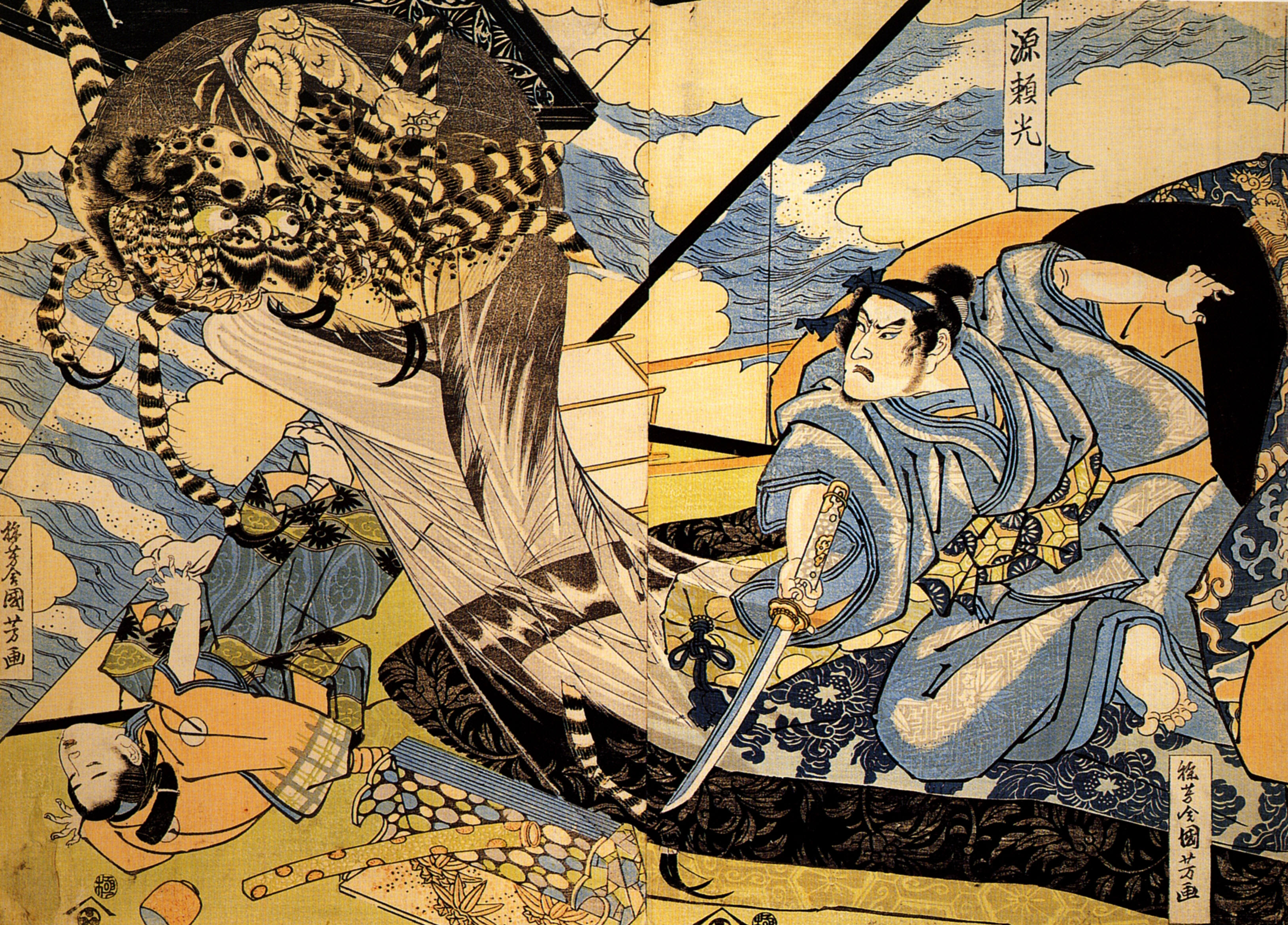
Minamoto no Yorimitsu (源 頼光, 948 – 1021)

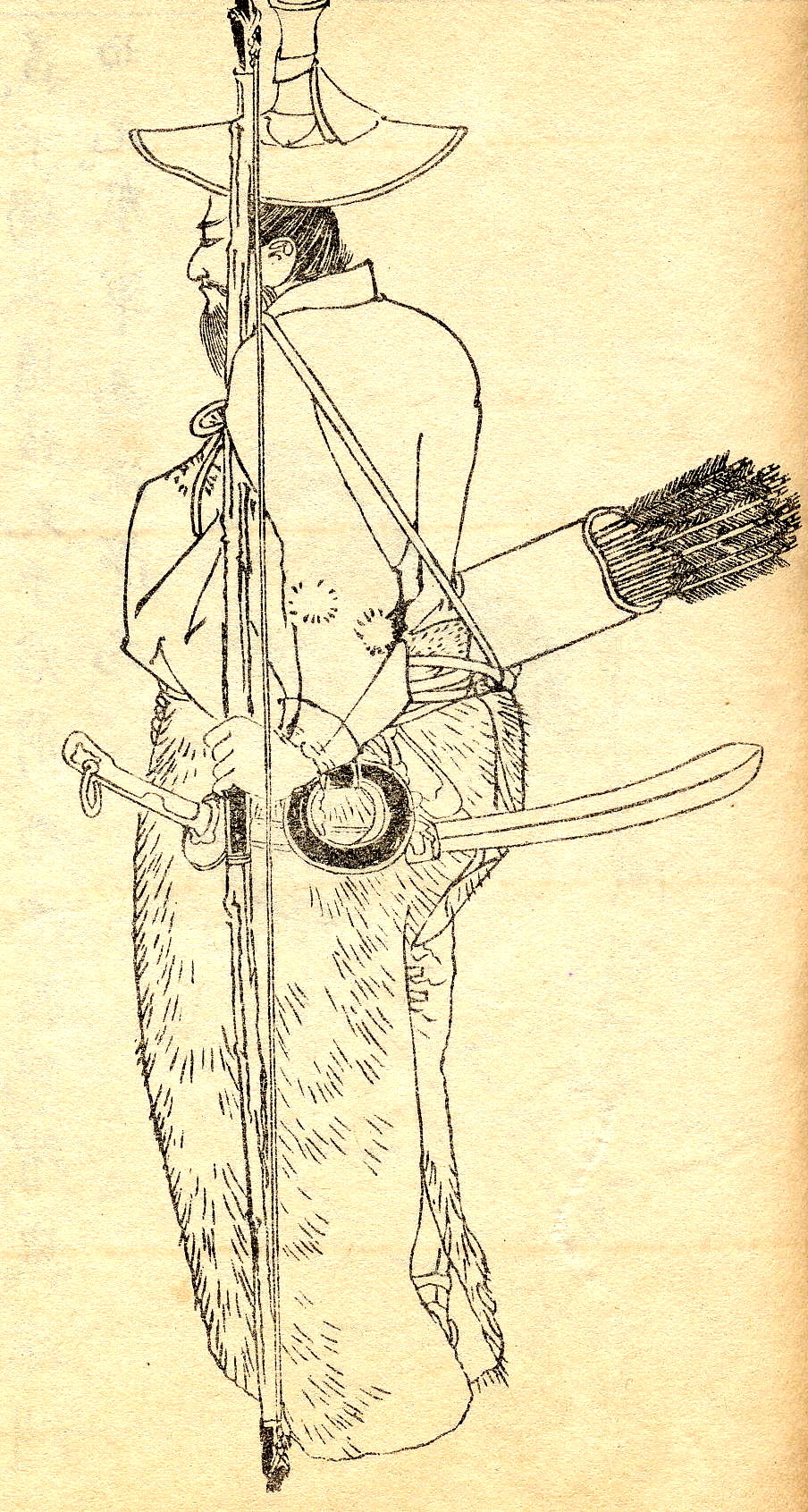
Minamoto no Yorinobu (源 頼信, 968 – 1048) - một Samurai quyền lực khác của gia tộc Minamoto

Con cả của Mitsunaka, Minamoto no Yorimitsu (948–1021), trở thành học trò của Fujiwara no Michinaga; một người con khác của ông, Minamoto no Yorinobu (968–1048) đánh bại cuộc nổi loạn của Taira no Tadatsune năm 1032. Con trai của Yorinobu, Minamoto no Yoriyoshi (998–1075), và cháu nội, Minamoto no Yoshiie (1039–1106), bình định phần lớn miền Đông Bắc Nhật Bản từ năm 1051 đến năm 1087.

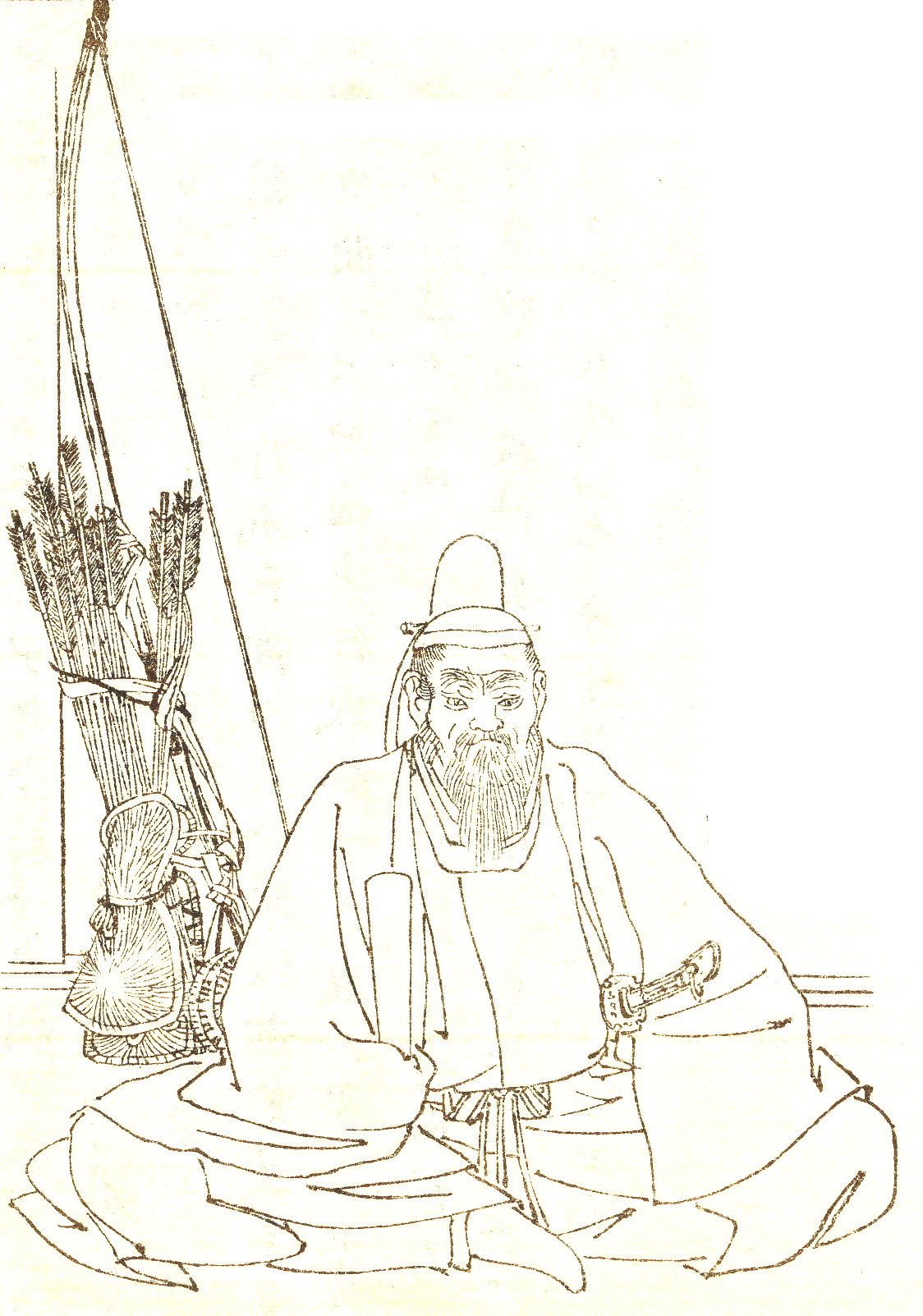
Minamoto no Mitsunaka (源 満仲, 912 - 997) - thân phụ của Minamoto no Yorimitsu, cũng là một nhà lập pháp dưới thời Heian

Vận rủi đến với gia tộc Seiwa Genji trong loạn Hōgen (1156), khi nhà Taira xử tử phần lớn người trong gia đình. Trong loạn Heiji (1160), tộc trưởng của gia tộc Seiwa Genji, Minamoto no Yoshitomo, tử trận. Taira no Kiyomori nắm quyền ở Kyoto bằng cách giả liên minh với Pháp hoàng Shirakawa và Toba và cài người vào các kuge (công gia). Ông lưu đày Minamoto no Yoritomo (1147–1199), con trai thứ ba của Minamoto no Yoshimoto của gia tộc Seiwa Genji. Năm 1180, Yoritomo khởi binh chống lại sự thống trị của nhà Taira (Chiến tranh Genpei hay Chiến tranh Minamoto-Taira), mà đỉnh cao là sự diệt vong của gia tộc Taira và sự chinh phục Tây Nhật Bản trong vòng 5 năm của gia tộc Minamoto. Năm 1192, Minamoto Yoritomo nhận tước hiệu Shogun và lập bakufu ở Kamakura, lấy tên là "Mạc phủ Kamakura" mở ra một thời đại mới kéo dài gần 150 năm cho lịch sử Nhật Bản - Thời kỳ Kamakura.:275,259–260, 289–305,331

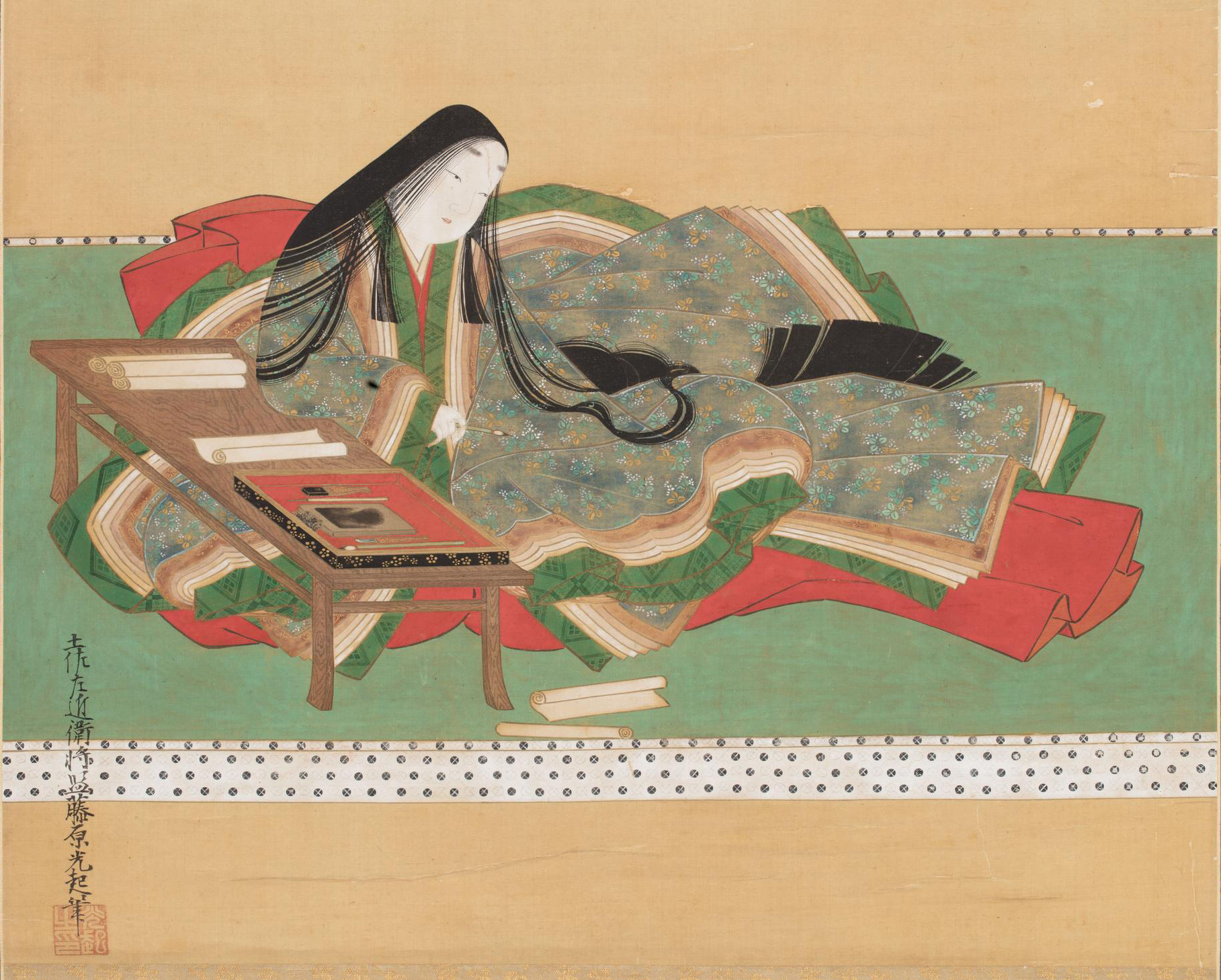
Truyên kể Genji viết bởi nữ văn sĩ Murasaki Shikibu

Từ đó, chi Seiwa Genji chứng minh họ là chi hùng mạnh và có ảnh hưởng nhất trong các chi Minamoto trong suốt những năm cuối thời Heian, với Minamoto no Yoritomo cuối cùng thành lập Mạc phủ Kamakura và trở thành Shogun năm 1192. Các gia tộc Ashikaga (thành lập Mạc phủ Ashikaga), Nitta, và Takeda cũng từ gia tộc Minamoto chi Seiwa Genji mà ra.

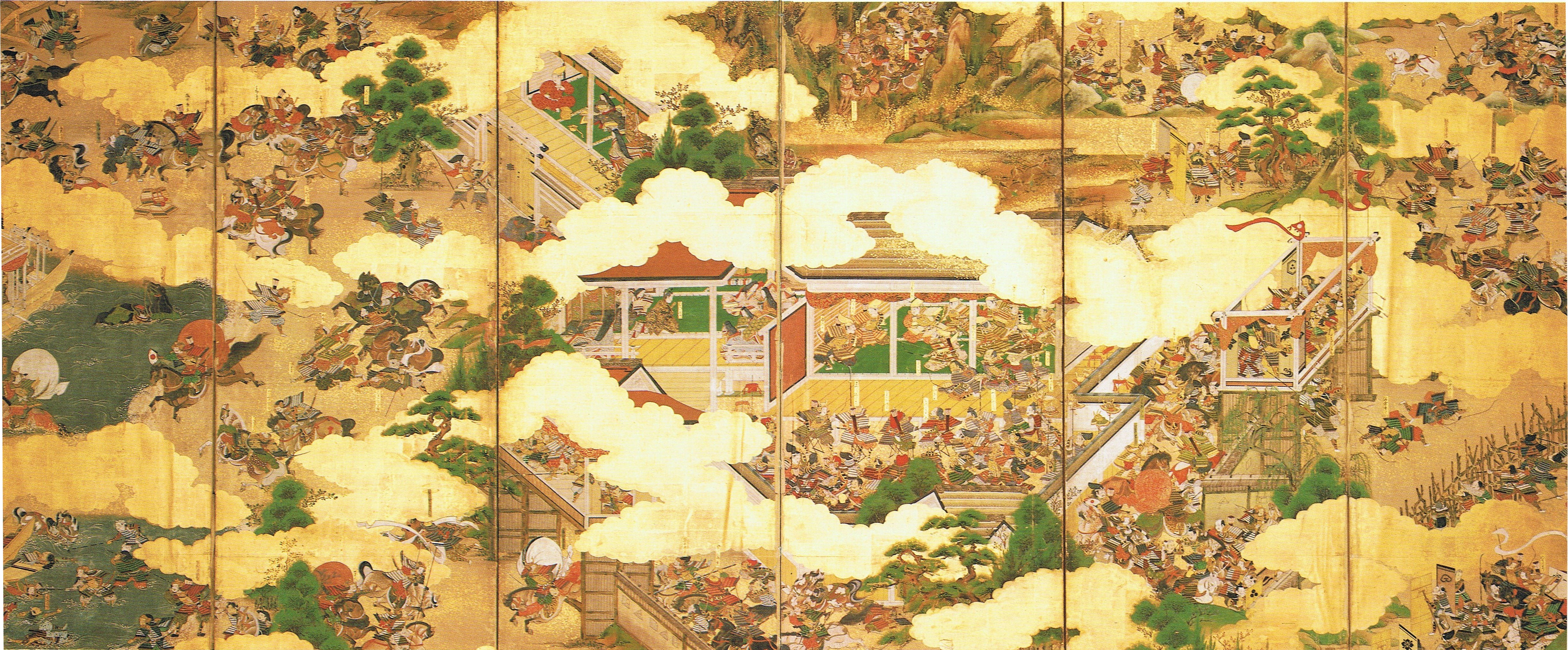
Chiến tranh Genpei (1180-1185) giữa 2 gia tộc hùng mạnh nhất thời Heian - gia tộc Minamoto và gia tộc Taira

Nhân vật chính của Truyện kể Genji, Hikaru no Genji, được vua cha ban cái tên Minamoto vì lý do chính trị, đã từng bị lưu đày và sau này trở thành đại quan trong triều.
Chiến tranh Genpei (Chiến tranh Minamoto-Taira) cũng là chủ đề của cuốn truyện sử thi Heike monogatari (Truyện kể Heike).

## Thành viên của gia tộc Minamoto (các chi tộc Genji)

Kamon của Hoàng gia Nhật Bản

Bản thân nội bộ Hoàng gia, đã có tồn tại sự phân biệt giữa các Hoàng tử với tước hiệu thân vương (親王) ("[có] khả năng thăng tiến" tức là, đủ điều kiện để trở thành Thiên hoàng mới), người có thể đủ khả năng tiếp nhận ngai vàng, và các Hoàng tử với tước hiệu vương (王) ("vĩ đại" hoặc "lớn"), là những Hoàng tử không thuộc dòng thừa kế của Hoàng thất nhưng vẫn giữ tư cách thành viên của tầng lớp Hoàng gia (và do đó có vị trí cao hơn thành viên của gia tộc Minamoto). Sự ban cho tên họ Minamoto cho một (cho đến thời điểm đó vẫn là) Hoàng tử hay con cháu của ông loại trừ họ khỏi tầng lớp Hoàng gia, do đó sẽ hoạt động với một sự giáng cấp về mặt quyền hành và cấp bậc xã hội kể cả so với các Hoàng tử với tiền tố ō- trong tên mình mà trước đó không thuộc dòng thừa kế chính.

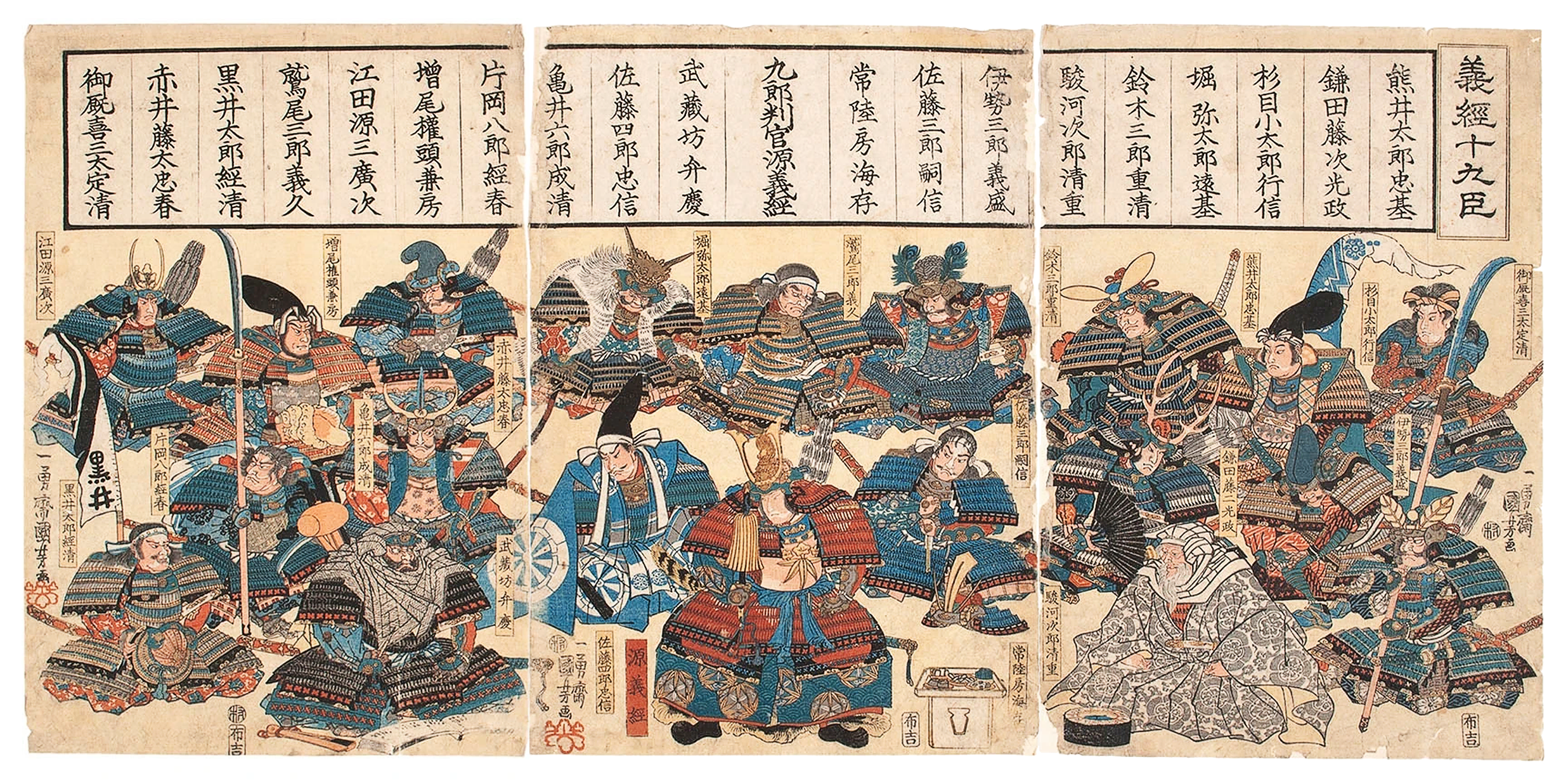
Gia phả của tộc Minamoto, Ukiyo-e của Utagawa Kuniyoshi

Nhiều gia tộc sau đó đã được hình thành bởi các thành viên của gia tộc Minamoto, và trong nhiều trường hợp ban đầu, tổ tiên của các gia tộc được gọi bằng một trong hai tên gia tộc. Đặc biệt phải nhắc đến tướng quân Tokugawa Ieyasu nổi tiếng của lịch sử Nhật Bản - người sáng lập và cũng là vị Shōgun đầu tiên của Mạc phủ Tokugawa, Ieyasu cũng từng có tên mà chữ 源 (tức họ Minamoto) trong tên của ông - 徳川右大臣源朝臣家康 (とくがわ うだいじん みなもとのあそん いえやす / Tokugawa-Udaijin-Minamoto-no-Ason-Ieyasu). Cũng có một số nhà sư có xuất thân từ gia tộc Minamoto; những người này thường được ghi trong gia phả nhưng không mang tên họ của gia tộc (được thay thế bằng một pháp danh).

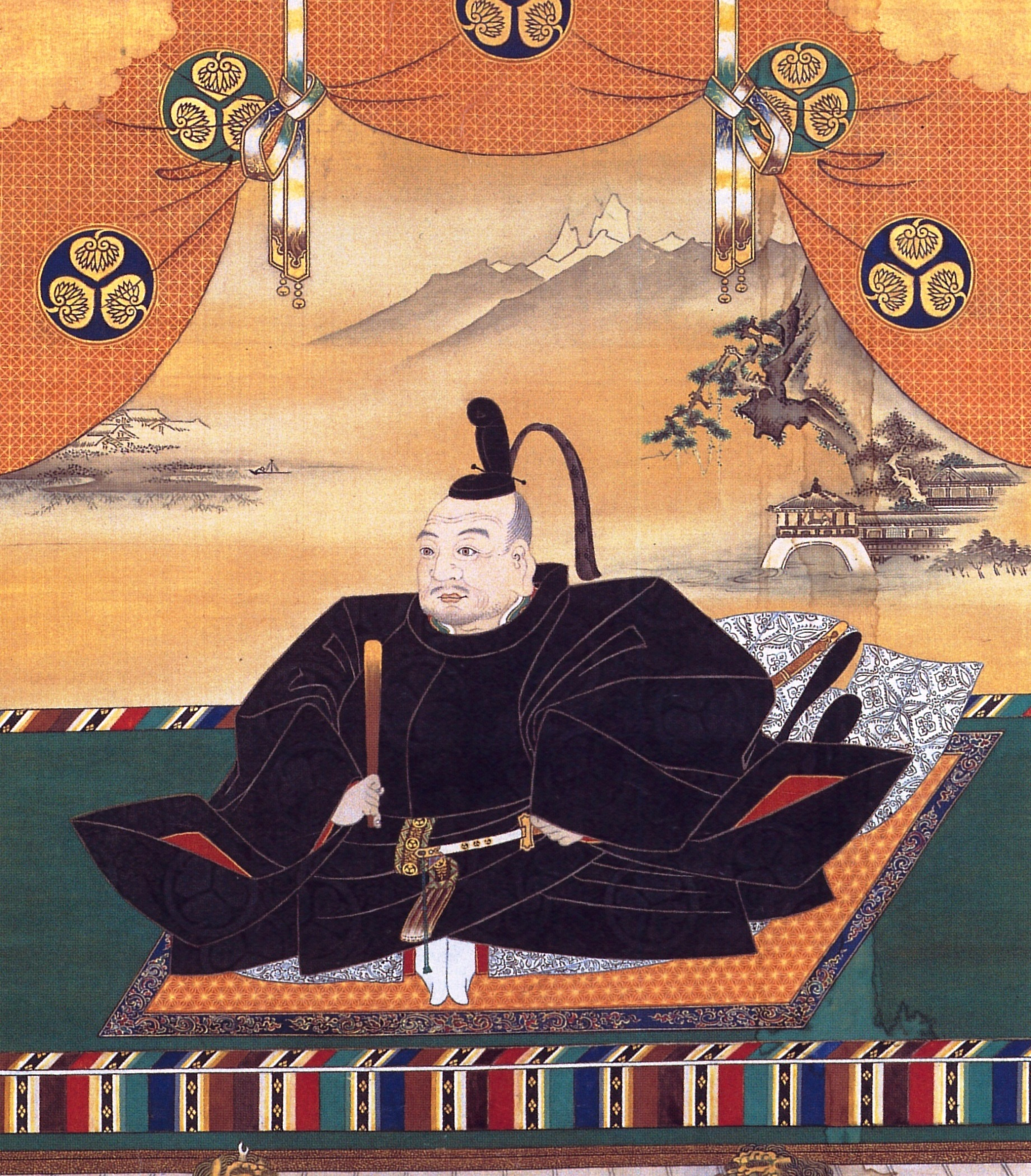
Một trong các tên của Shogun Tokugawa Ieyasu cũng có họ Minamoto

Có 21 chi tộc nhánh của gia tộc Minamoto, mỗi chi được đặt tên theo tên Thiên hoàng khởi nguồn cho chi tộc đó. Một số trong các dòng dõi có số thành viên đông đảo, nhưng một số ít gia tộc có ít hoặc không có con cháu nối dõi.

### Saga Genji (tức Gia tộc MINAMOTO, hậu duệ của Thiên hoàng Saga)

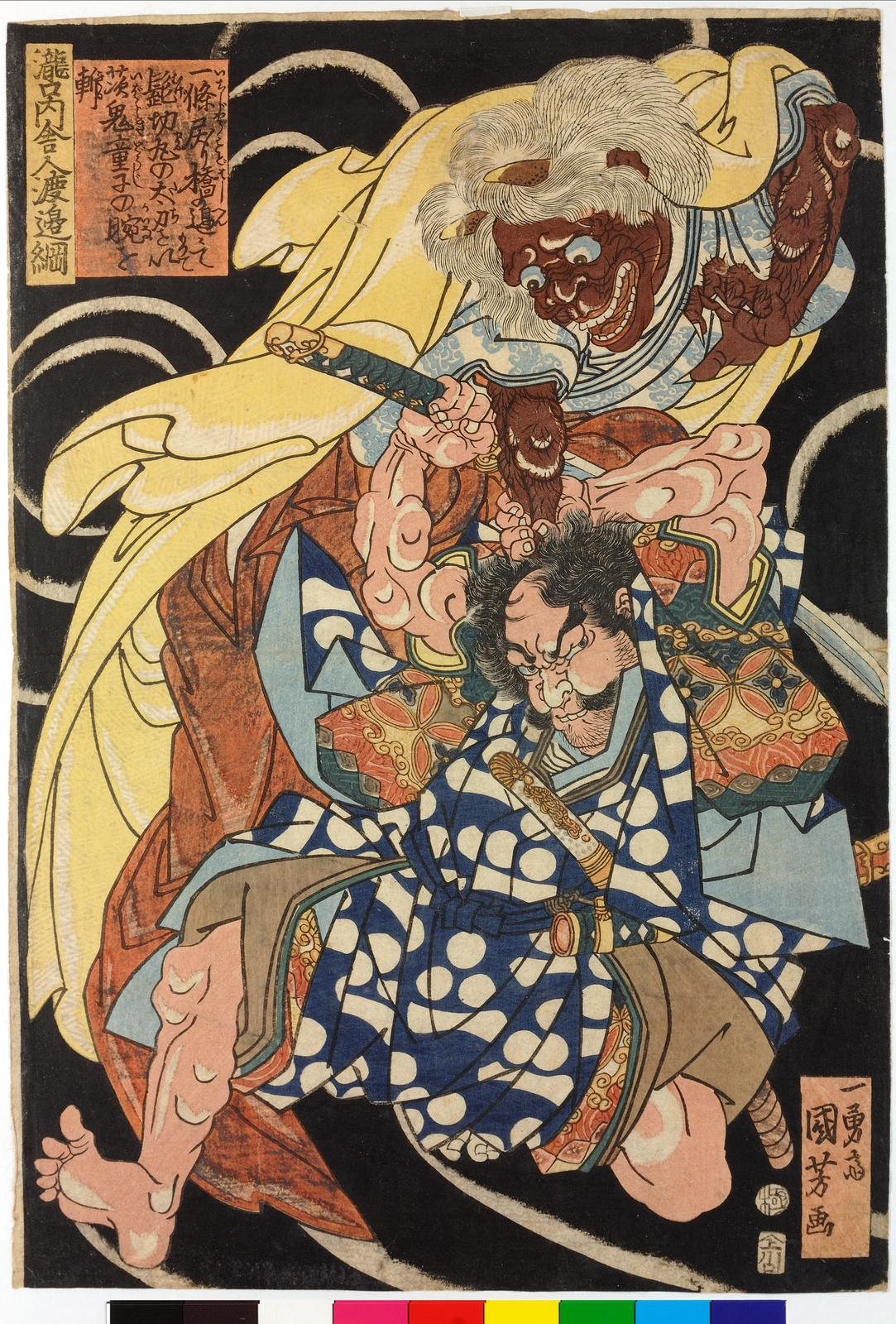
Watanabe no Tsuna (渡邊 綱) (953–1025) đánh với quái vật Ibaraki - là cháu 3 đời của MINAMOTO no Tōru, nên cũng được biết đến với tên là Minamoto no Tsuna (源 綱)

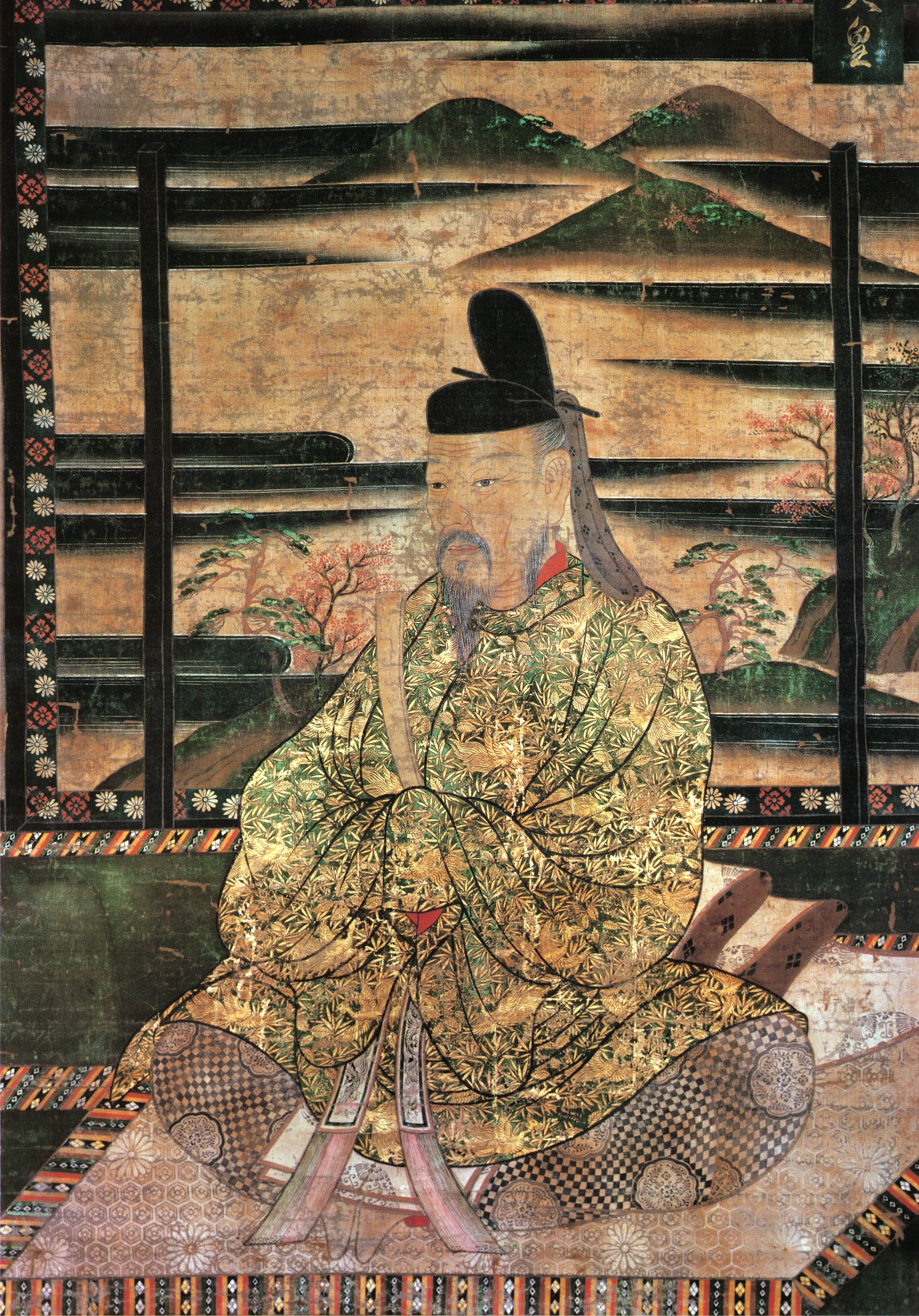
Thiên hoàng Saga

Chi tộc Saga Genji là hậu duệ của Thiên hoàng Saga. Khi Saga có nhiều con, rất nhiều Hoàng tử được nhận họ Minamoto, hạ cấp họ khỏi dòng thừa kế Hoàng tộc. Trong số những người con trai của mình, Makoto, Tokiwa và Tōru nhận chức vụ Tả đại thần (sadaijin); họ là những đại thần quyền lực nhất triều đình vào đầu thời kì Heian. Một số con cháu của Tōru chiếm cứ các tỉnh riêng rẽ và tạo dựng các buke. Các gia tộc như Watanabe, Matsura và Kamachi là hậu duệ của gia tộc Saga Genji.
Những thành viên gia tộc Saga Genji và con cháu đáng chú ý bao gồm:
- Makoto, con thứ bảy của Thiên hoàng
- Hiromu, con thứ tám của Thiên hoàng
  - Hitoshi, cháu của Hiromu
- Tokiwa, con của Thiên hoàng
  - Okoru, con đầu của Tokiwa
- Sadamu, con của Thiên hoàng
  - Shitagō, chắt của Sadamu
- Hiroshi, con của Thiên hoàng
- Tōru, con của Thiên hoàng
  - Anbō (tên thế tục Minamoto no Shitagō), chắt của Tōru
  - Watanabe no Tsuna (là một thành viên chính thức của gia tộc Minamoto), cháu ba đời của Tōru
    - Matsura Hisashi, cháu của Tsuna

  - Koreshige, cháu của Tōru
    - Mitsusue, cháu ba đời của Koreshige
- Tsutomu, con của Thiên hoàng
- Hiraku, con của Thiên hoàng

Lịch sử ghi nhận rằng có ít nhất ba người con gái của Thiên hoàng Saga cũng được ban cho tên họ Minamoto (Kiyohime, Sadahime và Yoshihime), nhưng có rất ít hồ sơ liên quan đến con gái của ông được biết đến.

### Ninmyō Genji (tức Gia tộc Minamoto, hậu duệ của Thiên hoàng Ninmyō)
Đây là những hậu duệ của Thiên hoàng Ninmyō. Các con trai Masaru và Hikaru là các Hữu đại thần (udaijin). Trong số con cháu của Hikaru có Minamoto no Atsushi, cha nuôi của Tsuna - một thành viên của nhà Saga Genji; ông cũng là cha vợ của thành viên gia tộc Seiwa Genji, Mitsunaka.

### Montoku Genji (tức Gia tộc Minamoto, hậu duệ của Thiên hoàng Montoku)
Đây là những hậu duệ của Thiên hoàng Montoku. Trong số họ, Yoshiari là một sadaijin, và trong số các con cháu của họ có gia tộc Sakado, những người là Hokumen no Bushi.

### Seiwa Genji(tức Gia tộc Minamoto, hậu duệ của Thiên hoàng Seiwa)

Minamoto Yoritomo - vị Shogun quyền lực đã lập ra Mạc phủ Kamakura sau Chiến tranh Genpei

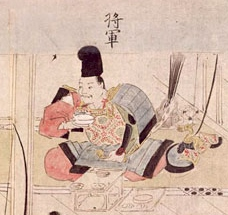
Minamoto no Yoriyoshi (源 頼義, 988 - 1075)

Đây là những hậu duệ của Thiên hoàng Seiwa. Nhiều nhất trong số họ là con cháu của Tsunemoto, con trai của Hoàng tử Sadazumi. Hachimantarō Yoshiie của gia tộc Kawachi là người đứng đầu của một buke. Con cháu của họ tạo lập nên Mạc phủ Kamakura, tạo cho họ một phả hệ uy tín khẳng định bởi nhiều buke, đặc biệt là cho con cháu trong gia tộc Ashikaga (tạo lập nên Mạc phủ Ashikaga) và đối thủ là gia tộc Nitta. Nhiều thế kỉ sau, Tokugawa Ieyasu thừa nhận mình là con cháu của gia tộc Seiwa Genji theo chi tộc Nitta.

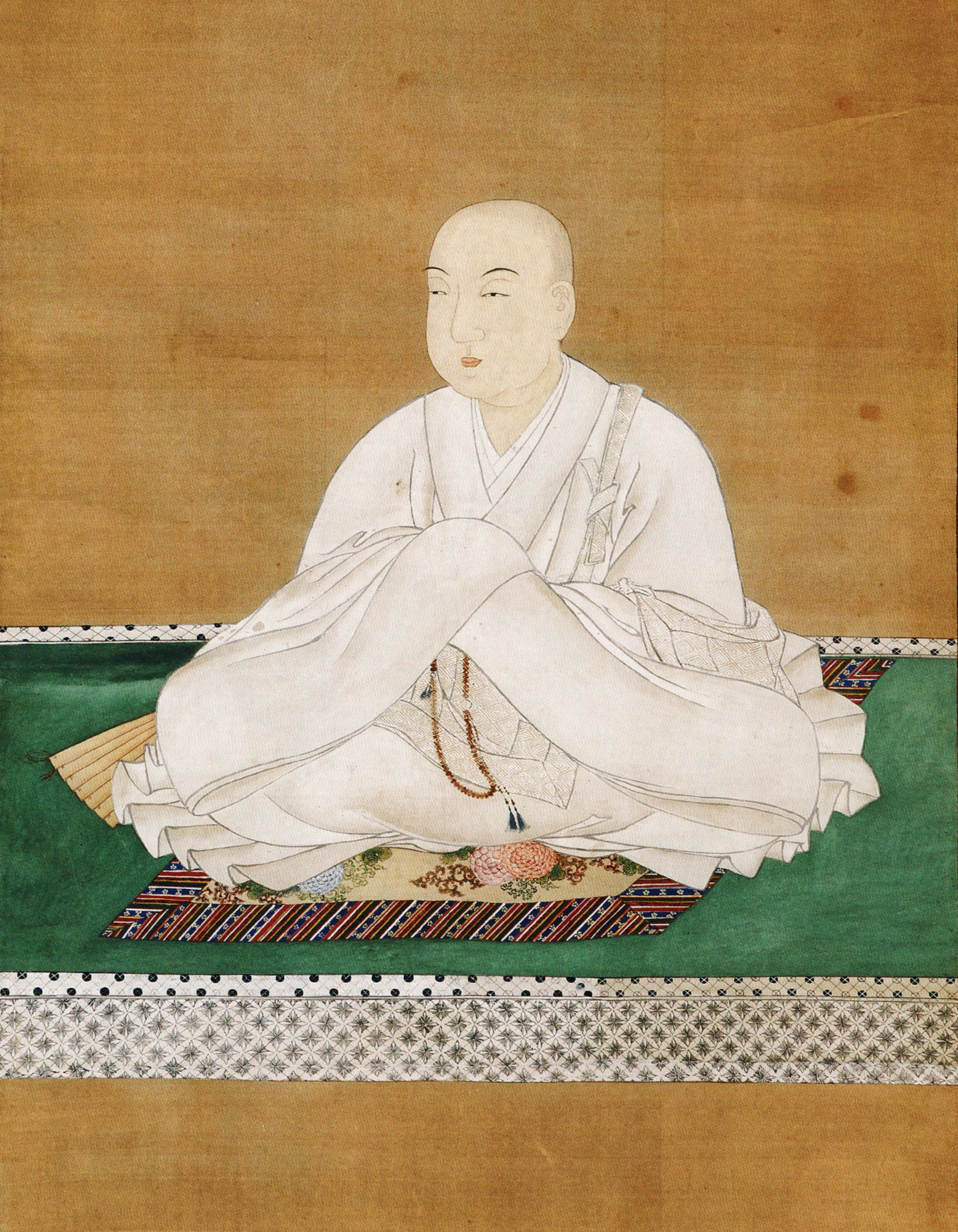
Thiên hoàng Seiwa

- Con trai của Minamoto no Tsunemoto là Minamoto no Mitsunaka (912 - 997?), có ba con trai:
  - Yorimitsu (944 - 1021) con trai của Mitsunaka, tổ tiên của chi Settsu Genji (còn được gọi là chi Tada Genji)
  - Yorichika (954 - ?) con trai của Mitsunaka, ông tổ của chi Yamato Genji
  - Yorinobu (968 - 1048) con trai của Mitsunaka, ông tổ của nhà Kawachi Genji
    - Yorimasa (1104-1180), cháu 5 đời của Yorimitsu.(Settsu Genji)
      - Yoriyoshi (998 - 1082?), con trai của Yorinobu
        - Yoshiie (1041 - 1108), con trai của Yoriyoshi
        - Yoshitsuna (? - 1134), con trai của Yoriyoshi
        - Yoshimitsu (1045 - 1127), con trai của Yoriyoshi, ông tổ của nhà Satake, Hiraga, và Takeda
          - Tameyoshi (1096 - 1156), cháu nội của Yoshiie.
          - Yoshikuni (1082 - 1155), con trai của Yoshiie, ông tổ của nhà Ashikaga, và Nitta
            - Yoshitomo (1123 - 1160), con trai của Tameyoshi
            - Yoshikata (?- 1155), con trai của Tameyoshi
            - Tametomo (1139 - 1170), con trai của Tameyoshi
            - Yukiie (? - 1186), con trai của Tameyoshi
              - Yoshinaka (1154 - 1184), con trai của Yoshikata
              - Yoritomo (1147 - 1199), con trai của Yoshitomo, và là Shogun Kamakura đầu tiên
              - Yoshitsune (1159 - 1189), con trai của Yoshitomo, là một trong những samurai nổi tiếng nhất mọi thời đại.
              - Noriyori (1156 - 1193), con trai của Yoshitomo

### Yōzei Genji (tức Gia tộc Minamoto, hậu duệ của Thiên hoàng Yōzei)

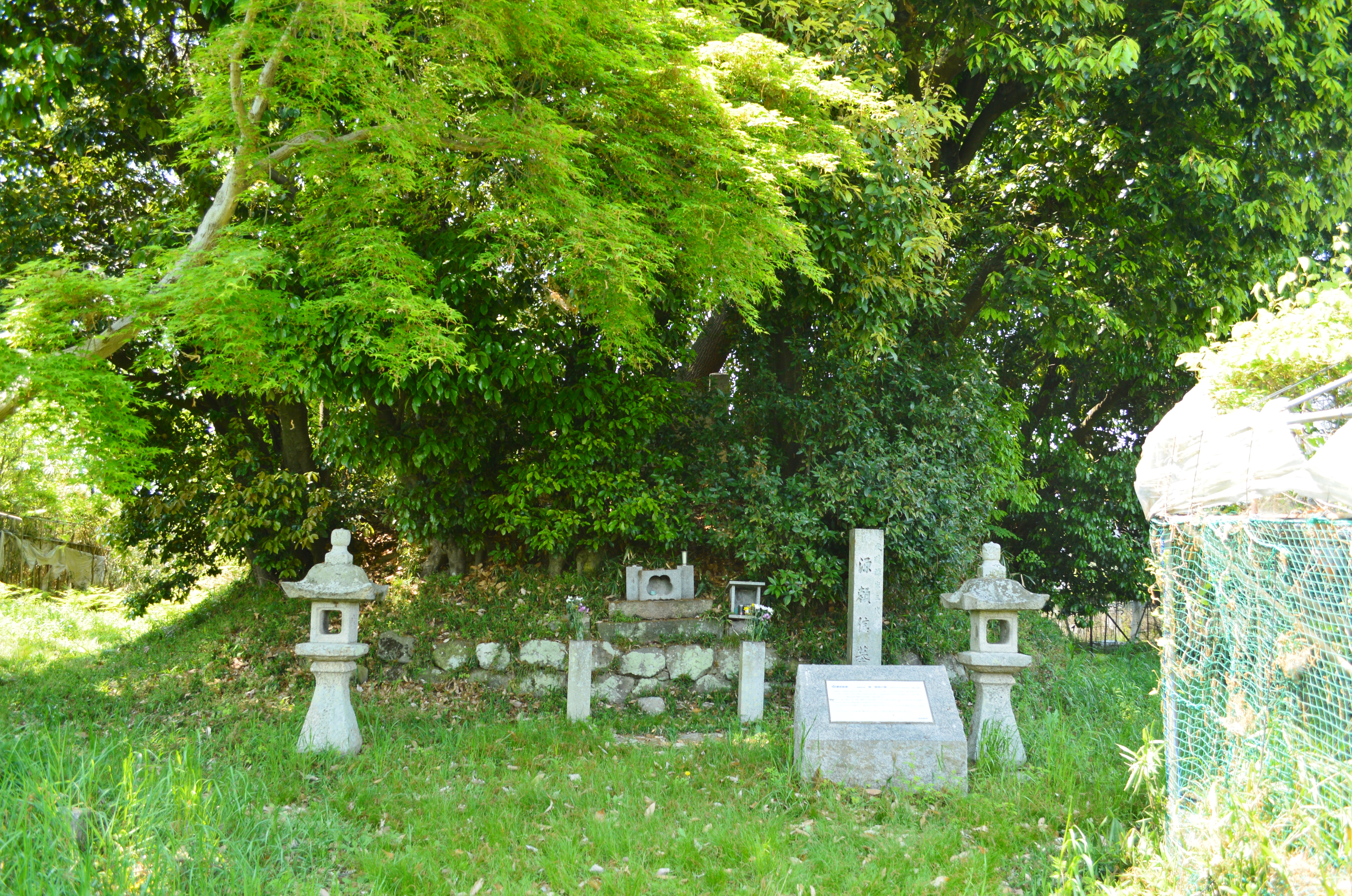
Lăng mộ của Minamoto no Yorinobu tại thành phố Habikino, phủ Osaka

Đây là những hậu duệ của Thiên hoàng Yōzei. Trong khi Tsunemoto được gọi tên là tổ tiên của Seiwa Genji, có bằng chứng (tái phát hiện vào những năm cuối thế kỷ 19 bởi Hoshino Hisashi) gợi ý rằng ông thực sự là cháu trai của Yōzei hơn là Seiwa. Thuyết này không được chấp nhận rộng rãi trên thực tế, nhưng khi Yōzei bị lật đổ cho hành vi đáng bị khiển trách, thì sẽ có một động cơ cưỡng bức để khẳng định gốc gác từ một nguồn gốc tốt đẹp hơn nếu trường hợp này là đúng.

### Kōkō Genji (tức Gia tộc Minamoto, hậu duệ của Thiên hoàng Kōkō)
Đây là những hậu duệ của Thiên hoàng Kōkō. Chắt của đứa con đầu lòng Hoàng tử Koretada, Kōshō, là tổ tiên của một dòng busshi, khởi phát của các phong cách khác nhau của tác phẩm điêu khắc Phật giáo. Cháu của Kōshō là Kakujo là người thành lập nên xưởng Shichijō Bussho.

### Uda Genji (tức Gia tộc Minamoto, hậu duệ của Thiên hoàng Uda)
Đây là những hậu duệ của Thiên hoàng Uda. Hai con trai của Hoàng tử Atsumi, Masanobu và Shigenobu trở thành các sadaijin. Các con của Masanobu phát triển mạnh mẽ một cách riêng rẽ, tạo lập nên năm dōjō (võ đường) có quy mô như kuge, và như buke là gia tộc Sasaki của Ōmi Genji, và gia tộc Izumo Genji.

### Daigo Genji (tức Gia tộc Minamoto, hậu duệ của Thiên hoàng Daigo)
Đây là những hậu duệ của Thiên hoàng Daigo. Con trai của ông là Takaakira trở thành một sadaijin, nhưng sự sa sút của ông diễn ra trong thời gian xảy ra Sự biến Anna. Các con cháu của Takaakira bao gồm gia tộc Okamoto và Kawajiri. Cháu của Daigo là Hiromasa, là một nhạc sĩ có uy tín.

### Murakami Genji (tức Gia tộc Minamoto, hậu duệ của Thiên hoàng Murakami)
Đây là những hậu duệ của Thiên hoàng Murakami. Cháu của ông là Morofusa là một udaijin và có nhiều con cháu, trong đó có một số ngôi nhà của võ đường dōjō kuge. Cho đến khi gia tộc Ashikaga chiếm lấy trong thời kì Muromachi, tước hiệu Genji no Chōja luôn thuộc một trong những người thuộc thế hệ con cháu của Morofusa.

### Reizei Genji (tức Gia tộc Minamoto, hậu duệ của Thiên hoàng Reizei)
Đây là những hậu duệ của Thiên hoàng Reizei. Mặc dù họ được liệt kê trong danh sách của 21 dòng dõi Genji, không có ghi chép cụ thể nào liệt kê tên các con cháu của ông được đặt tên họ Minamoto được coi là tồn tại.

### Kazan Genji (tức Gia tộc Minamoto, hậu duệ của Thiên hoàng Kazan)
Đây là những hậu duệ của Thiên hoàng Kazan. Họ trở thành dòng họ dōjō Shirakawa, đứng đầu Jingi-kan qua nhiều thế kỉ, chịu trách nhiệm về các phương diện trung tâm của Thần đạo.

### Sanjō Genji (tức Gia tộc Minamoto, hậu duệ của Thiên hoàng Sanjō)
Đây là những hậu duệ của con trai Thiên hoàng Sanjō, Hoàng tử Atsuakira. Bắt đầu với một trong số họ, Michisue, vị trí Ōkimi-no-kami (trưởng phả hệ của Hoàng thất) trong Cung nội sảnh đều được truyền đời.

### Go-Sanjō Genji(tức Gia tộc Minamoto, hậu duệ của Thiên hoàng Go-Sanjō)

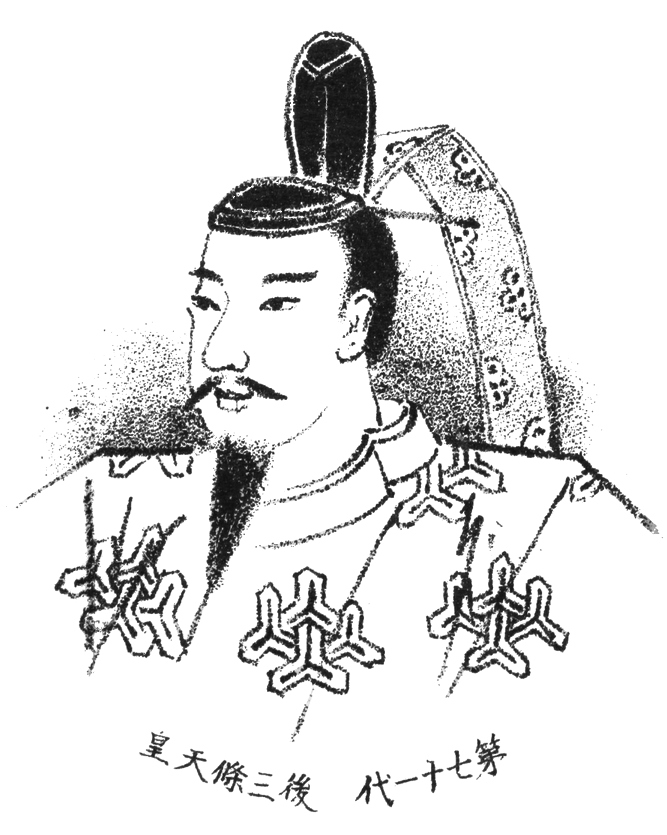
Dòng họ Minamoto hậu duệ của Thiên hoàng Go-Sanjō, Takahito

Đây là những hậu duệ của con trai Thiên hoàng Go-Sanjō, Takahito, Hoàng tử Sukehito. Con trai của Sukehito, Arihito là một sadaijin. Chư hầu của Minamoto no Yoritomo, Tashiro Nobutsuna, người xuất hiện trong Truyện kể Heike, được cho là cháu của Arihito (theo Genpei Jōsuiki).

### Go-Shirakawa Genji (tức Gia tộc Minamoto, hậu duệ của Thiên hoàng Go-Shirakawa)
Dòng này chỉ gồm chi của con trai Thiên hoàng Go-Shirakawa, Mochihito-ō (Takakura-no-Miya). Là một phần của các tranh chấp tiếp dẫn đến sự thù địch mở đường cho chiến tranh Genpei, ông bị giáng cấp (đổi tên thành "Minamoto no Mochimitsu") và bị lưu đày.

### Juntoku Genji (tức Gia tộc Minamoto, hậu duệ của Thiên hoàng Juntoku)
Đây là những hậu duệ của các con trai Thiên hoàng Juntoku, Tadanari-ō và Hoàng tử Yoshimune. Người cháu sau này là Yoshinari trở thành một sadaijin với sự giúp sức của Ashikaga Yoshimitsu.

### Go-Saga Genji (tức Gia tộc Minamoto, hậu duệ của Thiên hoàng Go-Saga)
Dòng này chỉ gồm chi của cháu trai Thiên hoàng Go-Saga, Hoàng tử Koreyasu. Koreyasu-ō bị giật dây như một Shogun con rối (đời thứ bảy của Mạc phủ Kamakura) lúc còn trẻ, và được đổi tên thành "Minamoto no Koreyasu" một vài năm sau. Sau khi ông bị lật đổ, ông trở lại vị trí trong Hoàng gia, và đã trở thành một tu sĩ ngay sau đó, do đó mất tên họ Minamoto.

### Go-Fusakusa Genji (Gia tộc Minamoto, hậu duệ của Thiên hoàng Go-Fusakusa)

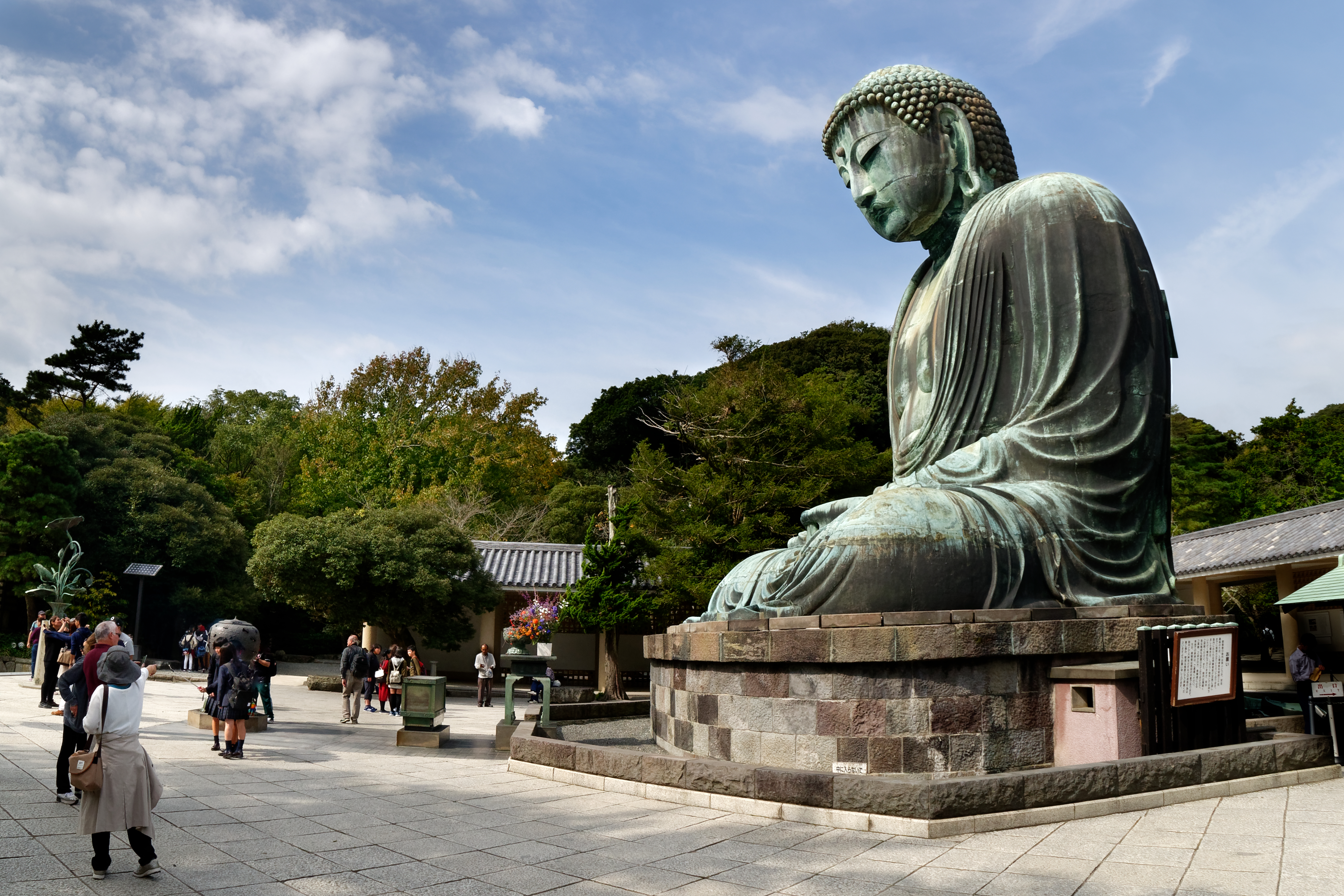
Đại tương Phật tại Kamakura, Kanagawa - di sản của dòng họ Minamoto từ thời Mạc phủ Kamakura

Đây là những hậu duệ của con trai Thiên hoàng Go-Fusakusa, Hoàng tử Hisaaki (Shogun thứ tám của Mạc phủ Kamakura). Con trai của Hisaaki, Hoàng tử Morikuni (Shogun tiếp theo) và Hoàng tử Hisayoshi được đổi sang tên Minamoto. "Cháu trai" nhận nuôi của Hisayoshi (thật ra là con trai của Nijō Michihira) Muneaki trở thành một gon-dainagon (dainagon tạm quyền).

### Ōgimachi Genji (Gia tộc Minamoto, hậu duệ của Thiên hoàng Ōgimachi)
Đây là những hậu duệ không thuộc Hoàng gia của Thiên hoàng Ōgimachi. Lúc đầu, họ là buke, nhưng sau đó họ trở thành một dōjō-ke, Gia tộc Hirohata.

## Di sản
- Mạc phủ Kamakura, thời kỳ Kamakura do Shōgun Minamoto no Yoritomo lập ra
- Ba ngôi đền Genji Thần đạo (源氏三神社, Genji san jinja) - được xây dựng để thờ tổ tiên của dòng tộc Minamoto